# LaSexta
laSexta (Das Sechste) ist der sechste landesweite Fernsehsender Spaniens. Anfang 2011 hatte LaSexta einen Marktanteil von 6,3 %.

## Hintergrund
Der wurde von privaten spanischen und internationalen Medieninvestoren ursprünglich im Jahr 2000 gegründet; 2005 erhielt die Gruppe eine Lizenz zur unverschlüsselten terrestrische landesweiten Ausstrahlung; der Sender sendet seit 2006. Zeitweise gab es u. a. auch die inzwischen eingestellten Ableger LaSexta 2 und LaSexta 3, die ausschließlich Filme zeigten.
Der Sender gehört seit 2012 nach seiner Fusion mit Antena 3 zum börsennotierten Fernsehkonzern Atresmedia, der insgesamt 6 Fernsehkanäle hält. Hauptaktionäre von Atresmedia sind die Mediengruppe Planeta (mit 42 %) und Bertelsmann (19 %).

## Programm
Auf LaSexta werden hauptsächlich Serien, die vorwiegend Männer ansprechen, Shows und Sportübertragungen gesendet. Eine Auswahl:
- My Name is Earl
- Das Büro
- Law and Order
- Die Sopranos
- Navy CIS
- King of Queens
- Entourage
- How I Met Your Mother
- Family Guy
- Futurama
- Bones – Die Knochenjägerin
- 30 Rock
- The Mentalist
- Eleventh Hour
- Prison Break
- The Walking Dead